# میسلین
میسلین (به چکی: Myslín) یک منطقهٔ مسکونی در جمهوری چک است که در ناحیه پیسک واقع شده‌است. میسلین ۴٫۱۷ کیلومتر مربع مساحت و ۸۸ نفر جمعیت دارد و ۴۳۹ متر بالاتر از سطح دریا واقع شده‌است.